# Habitat
Habitat (łac. habitat – mieszka), obrazowo określany jako adres ekologiczny – kompleks specyficznych warunków środowiska życia określonych populacji organizmów: 
- w szerokim rozumieniu może oznaczać biotop lub siedlisko, a w szczególnych przypadkach – biom,
- w wąskim znaczeniu – warunki lub miejsca, część biotopu, w której osobniki danego gatunku znajdują najdogodniejsze warunki życia, na przykład: dla dżdżownic – gleba, dla minowców (minowanie) –  łodygi roślin i liście, dla hub – pnie drzew.